# 山崎助一
山崎 助一（やまさき すけいち、1889年（明治22年）7月7日 - 1943年（昭和18年）8月4日）は、日本の海軍軍人。最終階級は海軍少将。位階勲等功級は従四位勲三等功四級。

## 経歴
佐賀県出身。1911年（明治44年）7月、海軍兵学校第39期を卒業し、1912年（大正元年）12月に海軍少尉に任官した。「大和」「夕凪」各乗組などを経て、1919年（大正8年）12月、海軍大尉に進級して海軍水雷学校高等科学生となった。その後、「樫」乗組、「陸奥」分隊長などを経て、1925年（大正14年）4月20日に「伏見」艦長に就任し、12月1日に海軍少佐に進級した。1926年（大正15年）6月に「勢多」艦長に移り、「那珂」「青葉」「山城」「陸奥」各水雷長兼分隊長などを歴任した。1931年（昭和6年）12月に海軍中佐に進級し、「名取」「鳥海」各副長、佐世保海兵団副長兼教官を歴任し、1936年（昭和11年）12月に海軍大佐進級と同時に馬公防備隊司令に着任した。
1938年（昭和13年）12月に「迅鯨」艦長に転じ、1939年（昭和14年）11月に第15砲艦隊司令に転じた。1940年（昭和15年）11月に第15防備隊司令（第2遣支艦隊・海南島根拠地隊）に就任して海南島に出動し、1941年（昭和16年）7月に第15警備隊司令（海南警備府）となった。1942年（昭和17年）2月1日に佐世保鎮守府附となり、4月27日に待命、4月28日に予備役に編入されたが即日充員召集され、佐世保鎮守府附となった。同年7月30日には第11航空艦隊司令部附となり、8月7日に「神威」艦長に就任し、太平洋戦争に出征した。1943年（昭和18年）5月3日に佐世保鎮守府附となり、8月4日に戦病死した。同日任海軍少将。

## 年譜
- 1911年（明治44年）7月7日 - 海軍兵学校卒業、宗谷乗組[4]
- 1912年（明治45/大正元年）
  - 3月29日 - 伊吹乗組[4]
  - 12月1日 - 海軍少尉、石見乗組[4]
- 1913年（大正2年）12月1日 - 海軍砲術学校普通科学生[4]
- 1914年（大正3年）
  - 5月27日 - 海軍水雷学校普通科学生[4]
  - 12月1日 - 海軍中尉、大和乗組[4]
- 1915年（大正4年）10月1日 - 生駒乗組[4]
- 1916年（大正5年）12月1日 - 第1艇隊附[4]
- 1917年（大正6年）12月1日 - 夕凪乗組[4]
- 1918年（大正7年）3月12日 - 水無月乗組[4]
- 1919年（大正8年）12月1日 - 海軍大尉、海軍水雷学校高等科学生[4]
- 1920年（大正9年）12月1日 - 第15艇隊艇長[4]
- 1921年（大正10年）12月1日 - 樫乗組[4]
- 1922年（大正11年）
  - 7月25日 - 栗乗組[4]
  - 12月1日 - 陸奥分隊長[4]
- 1923年（大正12年）8月23日 - 利根水雷長兼分隊長[4]
- 1925年（大正14年）
  - 4月20日 - 伏見艦長[4]
  - 12月1日 - 海軍少佐[4]
- 1926年（大正15年）
  - 6月1日 - 勢多艦長[4]
  - 12月1日 - 那珂水雷長兼分隊長[4]
- 1927年（昭和2年）
  - 5月20日 - 青葉艤装員[4]
  - 9月20日 - 青葉水雷長兼分隊長[4]
- 1929年（昭和4年）11月30日 - 山城水雷長兼分隊長[4]
- 1930年（昭和5年）12月1日 - 陸奥水雷長兼分隊長[4]
- 1931年（昭和6年）
  - 11月2日 - 夕張副長[4]
  - 12月1日 - 海軍中佐[4]
- 1933年（昭和8年）11月15日 - 名取副長[4]
- 1934年（昭和9年）11月1日 - 鳥海副長[4]
- 1935年（昭和10年）11月15日 - 佐世保海兵団副長兼教官[4]
- 1936年（昭和11年）12月1日 - 海軍大佐、馬公防備隊司令[4]
- 1938年（昭和13年）12月15日 - 迅鯨艦長[4]
- 1939年（昭和14年）11月15日 - 第15砲艦隊司令[4]
- 1940年（昭和15年）11月15日 - 第15防備隊司令[4]
- 1941年（昭和16年）7月31日 - 第15警備隊司令[4]
- 1942年（昭和17年）
  - 2月1日 - 佐世保鎮守府附[4]
  - 4月27日 - 待命[4]
  - 4月28日 - 予備役、充員召集、佐世保鎮守府附[4]
  - 7月30日 - 第11航空艦隊司令部附[4]
  - 8月7日 - 神威艦長[4]
- 1943年（昭和18年）
  - 5月3日 - 佐世保鎮守府附[4]
  - 8月4日 - 戦病死、海軍少将[3][4]